# Papa Leon al V-lea
Papa Leon al V-lea (n.  ?, Ardea, Lazio, Italia – d. 905 d.Hr., Roma, Statele Papale) a fost între august și septembrie 903  timp de aproximativ 30 de zile papă al Romei (după alte surse din iulie până-n septembrie). Numele său înseamnă "leul (lat.)".
Se știe doar puțin de acest papă. O legendă bretonă zice că Sf. Tugdual, patronul treguiilor, ar fi ajuns ca pelerin la Roma unde ar fi fost ridicat în rang de papă.  Un indiciu pentru această ipoteză este faptul că Leon, conform catalogului roman, ar fi purtat numele "Leo britigena". O altă versiune spune în schimb că
ar fi originar din satul Priapi aproape de comuna Ardea (la sud de Roma). Întrucât nu a făcut parte din preoții-cardinali din Roma, în diverse surse contemporane a fost chemat "presbyter forensis".
Despre activitățiile sale de papă se știe doar atât că i-a scutit pe clericii din Bologna de anumite impozite.
Istoricul contemporan Auxilius a scris despre acest papă c-ar fi fost cu adevărat un om al lui Dumnezu și că "viața sa și sanctitatea sa merită laudate."
După un pontificat de doar 30 de zile a fost dat jos și arestat de către preotul-cardinal Cristofor  de la Sf. Damas. Astfel Cristofor a ajuns papă la rându-i (s-a menținut doar un an la putere, fiind arestat și el de Sergiu al III-lea (904).
Nu se știe prea mult despre decesul lui Leon. O versiune ne informează că ar fi fost încarcerat și apoi sugrumat de Cristofor însuși. Alta în schimb spune că lui Sergiu al II-lea i s-ar fi făcut "milă" de cei doi predecesori întemnițați ordonând executarea lor. După "Catholic Encyclopedia" varianta cea mai probabilă este că ar fi murit la închisoare sau la o mănăstire de o moarte naturală. Osemintele sale se află fie la Sf. Petru fie în Lateran.